# تيبس فلمز
تيبس (بالإنجليزية: Tips Industries Limited) هي شركة واحدة من أكبر الشركات في مجال الموسيقى والأفلام ومقرها في مدينة مومباي الهندية، ولهذه الشركة مجال ونطاق واسع في إنتاج الموسيقى وكذلك تتكلف بترويج وتوزيع الأعمال الجديدة، لديها فريق من الموزعين تخدم أكثر من 1000 تجار هذا المجال في كل البلاد التي بدورها تخدم أكثر من 400,000 من التجار في العالم.